# Real Soon
"Real Soon" é o primeiro single do rappers estadunidense Snoop Dogg para a coletânea Bigg Snoop Dogg Presents...Welcome to tha Chuuch: Da Album de 2005.. a canção é cantada pelo grupo de rap Tha Dogg Pound que para ela teve como integrantes os rapper's Snoop Dogg e Nate Dogg, por essas contar com essas participações o grupo assinou como DPGC. A faixa foi gravada como pedido de clemencia a pena de morte imposta a Stanley Williams ex-lider da gangue Crip.
Snoop Dogg participou ao lado de outras celebridades, como o ator Jamie Foxx no protesto contra a sentença de morte do ex-líder Crip Stanley Williams realizado em 19 de novembro de 2005. Os argumentos para alterar a pena de morte em prisão perpétua eram na alegação de que Williams havia se convertido na prisão, e por escrever diversos livros para dissuadir os jovens de ingressarem em gangues. O então Governador da Califórnia Arnold Schwarzenegger havia concordado em se reunir com os advogados de defesa, porem não se convenceu com o pedido deles, e então a execução de Stanley aconteceu em 13 de dezembro de 2005.

## Vídeo da musica
O vídeo foi dirigido por Anthony Mandler e filmado em 09 de novembro, e lançado no dia 5 de dezembro. É um vídeo curto, preto e branco mostrando Snoop, Daz e Kurupt visitar Stanley "Tookie" Williams (que é interpretado por Nate Dogg)  na cadeia. Nas cenas filmadas no presidio, Snoop Dogg e seus companheiros se vestem como membros dos crip's para demonstrar respeito por seu ex-líder.
Snoop Dogg cantou a música no talk show The Tonight Show with Jay Leno em 01 de fevereiro de 2006.

## Desempenho nas paradas
Gráficos semanais
| Paradas (2005)                                        | Melhor posição |
| ----------------------------------------------------- | -------------- |
| Estados Unidos (Billboard Radio & Records - Urban)    | 49             |
| Estados Unidos (Billboard Radio & Records - Rhythmic) | 43             |
| Mundo (LAUNCH Music Videos Top 100)                   | 37             |

## Remixes
- A uma versão remix chamada "save tookie" que conta com a participação do ator e rapper Jamie Foxx.[8]